# Kian Fitz-Jim
Kian Franklin Fitz-Jim, né le 5 juillet 2003 à Amsterdam aux Pays-Bas, est un footballeur néerlandais qui joue au poste de milieu de terrain à l'Ajax Amsterdam.

## Biographie
Fitz-Jim naît aux Pays-Bas. Son père est d'origine surinamienne et chinoise, tandis que sa mère est originaire de Hong Kong.

### Carrière en club
Fitz-Jim commence son parcours dans les clubs amateurs du SC Buitenveldert et de l'AFC Amsterdam. En 2015, il rejoint les rangs des jeunes de l'AZ Alkmaar, où il joue jusqu'à la saison 2018-2019 avant de rejoindre les jeunes de l'Ajax Amsterdam l'été suivant. À l'Ajax, il joue également initialement en U17, où il participe à 17 matchs et marque trois buts. Il est également appelé ponctuellement avec les U19 et avec l'équipe de Youth League. En cours de saison 2020-2021, il fait ses débuts pour le Jong Ajax, l'équipe réserve, contre le SC Telstar à la 65e minute de la 21e journée d'Eerste Divisie. Le 23 février 2021 (25e journée), il marque son premier but en professionnel contre le FC Volendam lors de la défaite 2-3 de son équipe. Il termine la saison avec 21 apparitions en deuxième division néerlandaise et est appelé pour rejoindre l'équipe première pour la dernière journée d'Eredivisie. Il ne rentre cependant pas en jeu et, à 18 ans, ne convainc pas Erik ten Hag qui ne le conserve pas dans le groupe à l'intersaison 2021.
Après deux saisons et demi en tant que taulier du milieu de terrain au Jong Ajax, il rentre finalement en jeu le 8 janvier 2023 avec l'équipe première face au NEC Nimègue. Toujours titulaire régulier avec la réserve, ce sera l'une de ses deux seules apparitions en Eredivisie 2022-2023, à additionner avec deux rencontres de Coupe des Pays-Bas.
En août 2023, Fitz-Jim renouvelle son contrat avec l'Ajax jusqu'en 2027, et est prêté dans la foulée à l'Excelsior Rotterdam pour la saison 2023-2024. Il y dispute 12 matchs, avant que son prêt ne soit interrompu prématurément en janvier 2024.
À son retour à Amsterdam, il retourne en Eerste Divisie avec l'équipe réserve, et doit se contenter de deux entrées en jeu avec l'équipe première pour sa seconde partie de saison. C'est en début de saison 2024-2025, marquée par l'arrivée de Francesco Farioli à la tête de l'équipe, que Kian Fitz-Jim va pouvoir se révéler. Titulaire pour les premières fois en championnat mais surtout en Ligue Europa au cours de laquelle il marque face au Jagiellonia Białystok, au Beşiktaş puis face au Maccabi Tel Aviv, il impressionne par ses performances et par sa « créativité » au milieu de terrain,.

### Carrière internationale
Kian Fitz-Jim est éligible pour représenter la Chine, Hong Kong, le Suriname, et son pays natal, les Pays-Bas. Bien qu'il n'ait pas fait son choix quant à sa nationalité sportive définitive, c'est dans les catégories jeunes néerlandaises qu'il fait ses premiers pas internationaux. Après avoir disputé 16 matchs entre les catégories U15 et U20, il fait ses débuts avec l'équipe espoirs néerlandaise dirigée par Michael Reiziger le 14 novembre 2024 contre la Slovaquie.

## Statistiques

### En club
| Saison                | Club                  | Championnat           | Championnat | Championnat | Championnat | Coupe(s) nationale(s) | Coupe(s) nationale(s) | Coupe(s) nationale(s) | Compétition(s) continentale(s) | Compétition(s) continentale(s) | Compétition(s) continentale(s) | Compétition(s) continentale(s) | Total | Total | Total |
| Saison                | Club                  | Division              | M.          | B.          | P.d.        | M.                    | B.                    | P.d.                  | Comp.                          | M.                             | B.                             | P.d.                           | M.    | B.    | P.d.  |
| 2020-2021             | Jong Ajax             | Eerste Divisie        | 21          | 1           | 1           | -                     | -                     | -                     | -                              | -                              | -                              | -                              | 21    | 1     | 1     |
| 2021-2022             | Jong Ajax             | Eerste Divisie        | 34          | 0           | 3           | -                     | -                     | -                     | -                              | -                              | -                              | -                              | 34    | 0     | 3     |
| 2022-2023             | Jong Ajax             | Eerste Divisie        | 30          | 3           | 6           | -                     | -                     | -                     | -                              | -                              | -                              | -                              | 30    | 3     | 6     |
| 2023-2024             | Jong Ajax             | Eerste Divisie        | 18          | 1           | 4           | -                     | -                     | -                     | -                              | -                              | -                              | -                              | 18    | 1     | 4     |
| Sous-total            | Sous-total            | Sous-total            | 103         | 5           | 14          | -                     | -                     | -                     | -                              | -                              | -                              | -                              | 103   | 5     | 14    |
| 2022-2023             | Ajax Amsterdam        | Eredivisie            | 2           | 0           | 0           | 2                     | 0                     | 0                     | C1+C3                          | 0                              | 0                              | 0                              | 4     | 0     | 0     |
| 2023-2024             | Ajax Amsterdam        | Eredivisie            | 2           | 0           | 0           | 0                     | 0                     | 0                     | C3+C4                          | 0                              | 0                              | 0                              | 2     | 0     | 0     |
| 2024-2025             | Ajax Amsterdam        | Eredivisie            | 16          | 2           | 0           | 2                     | 0                     | 0                     | C3                             | 12                             | 4                              | 1                              | 30    | 6     | 1     |
| Sous-total            | Sous-total            | Sous-total            | 20          | 2           | 0           | 4                     | 0                     | 0                     | -                              | 12                             | 4                              | 1                              | 36    | 6     | 1     |
| 2023-2024             | Excelsior Rotterdam   | Eredivisie            | 10          | 0           | 1           | 2                     | 0                     | 0                     | -                              | -                              | -                              | -                              | 12    | 0     | 1     |
| Total sur la carrière | Total sur la carrière | Total sur la carrière | 133         | 7           | 15          | 6                     | 0                     | 0                     | -                              | 12                             | 4                              | 1                              | 151   | 11    | 16    |